# Franklin the Turtle
Franklin the Turtle  è un franchise canadese di libri per bambini. Tutti i libri della serie originale sono stati scritti da Paulette Bourgeois e illustrati da Brenda Clark dal 1986.
La serie di libri è stata adattata due volte in serie televisive: la serie animata del 1997 Franklin e la sua serie spin-off animata in CGI del 2011, Franklin and Friends. I primi libri della serie Franklin and Friends sono stati adattati da Harry Endrulat, mentre i libri successivi sono stati adattati da Caitlin Drake Smith.
Attori come Noah Reid, Richard Newman ed Elizabeth Saunders hanno interpretato ruoli nella serie televisiva.

## Libri
- Franklin in the Dark, illustrato da Brenda Clark, Kids Can Press (Toronto, Ontario, Canada), 08/11/1986.
- Hurry Up, Franklin, illustrato da Brenda Clark, Kids Can Press (Toronto, Ontario, Canada), Scholastic (New York, NY), 04/09/1989.
- Franklin Fibs, illustrato da Brenda Clark, Scholastic (New York, NY), 03/24/1991.
- Franklin Is Lost, illustrato da Brenda Clark, Scholastic (New York, NY), 02/02/1992.
- Franklin Is Bossy, illustrato da Brenda Clark, Scholastic (New York, NY), 05/17/1993.
- Franklin Is Messy, illustrato da Brenda Clark, Scholastic (New York, NY), 22/11/1994.
- Franklin Plays the Game, illustrato da Brenda Clark, Scholastic (New York, NY), 17/01/1995.
- Franklin Wants a Pet, illustrato da Brenda Clark, Scholastic (New York, NY), 14/03/1995.
- Franklin Goes to School, illustrato da Brenda Clark, Scholastic (New York, NY), 22/08/1995.
- Franklin's Blanket, illustrato da Brenda Clark, Scholastic (New York, NY), 07/11/1995.
- Franklin e la fatina dei denti, illustrato da Brenda Clark, Kids Can Press (Toronto, Ontario, Canada), Scholastic (New York, NY), 06/02/1996.
- Franklin ha una festa in pigiama, illustrato da Brenda Clark, Kids Can Press (Toronto, Ontario, Canada), Scholastic (New York, NY), 09/04/1996.
- Halloween di Franklin, illustrato da Brenda Clark, Scholastic (New York, NY), 13/08/1996.
- La recita scolastica di Franklin, illustrato da Brenda Clark, Scholastic (New York, NY), 26/11/1996.
- Una brutta giornata di Franklin, illustrato da Brenda Clark, Kids Can Press (Toronto, Ontario, Canada), Scholastic (New York, NY), 21/01/1997.
- Franklin Rides a Bike, illustrato da Brenda Clark, Scholastic (New York, NY), 18/03/1997.
- Franklin's New Friend, illustrato da Brenda Clark, Scholastic (New York, NY), 26/08/1997.
- Finders Keepers for Franklin, illustrato da Brenda Clark, Scholastic (New York, NY), 06/01/1998.
- Franklin and the Thunderstorm, illustrato da Brenda Clark, Scholastic (New York, NY), 10/03/1998.
- Franklin's Valentines, illustrato da Brenda Clark, Scholastic (New York, NY), 30/06/1998.
- Franklin's Secret Club, illustrato da Brenda Clark, Scholastic (New York, NY), 01/09/1998.
- Franklin's Christmas Gift, illustrato da Brenda Clark, Scholastic (New York, NY), 11/03/1998.
- Franklin's Class Trip, illustrato da Brenda Clark, Scholastic (New York, NY), 03/02/1999.
- Franklin's Neighbourhood, illustrato da Brenda Clark, Scholastic (New York, NY), 09/07/1999.
- Franklin Goes to the Hospital, illustrato da Brenda Clark, Scholastic (New York, NY), 03/21/2000.
- Franklin's Baby Sister, illustrato da Brenda Clark, Scholastic (New York, NY), 10/17/2000.
- Franklin e Harriet, illustrato da Brenda Clark, Kids can press (Toronto, Ontario, Canada), 27/02/2001.
- Il Ringraziamento di Franklin, illustrato da Brenda Clark, Scholastic (New York, NY), 16/10/2001.
- Franklin dice ''Ti amo'', illustrato da Brenda Clark, Kids Can Press (Toronto, Ontario, Canada), 02/04/2002.

### Con Sharon Jennings
- Franklin chiede scusa, illustrato da Brenda Clark, Scholastic (New York, NY), 1999
- Franklin e il bambino, illustrato da Brenda Clark, Scholastic (New York, NY), 1999
- Gita in canoa di Franklin, illustrato da Brenda Clark, Scholastic (New York, NY), 1999
- Il casco da bicicletta di Franklin, illustrato da Brenda Clark, Scholastic (New York, NY), 2000
- Franklin dimentica, illustrato da Brenda Clark, Scholastic (New York, NY), 2000
- Franklin e la baby-sitter, illustrato da Brenda Clark, Scholastic (New York, NY), 2001
- Franklin scappa, illustrato da Brenda Clark, Scholastic (New York, NY), 2001
- Franklin and the Magic Show, illustrato da Brenda Clark, Scholastic (New York, NY), 2002
- Franklin and the Big Kid, illustrato da Brenda Clark, Scholastic (New York, NY), 2002
- Franklin and Otter's Visit, illustrato da Brenda Clark, Scholastic (New York, NY), 2002
- Franklin Stays Up, illustrato da Brenda Clark, Scholastic (New York, NY), 2003
- Franklin's Surprise, illustrato da Brenda Clark, Scholastic (New York, NY), 2003
- Franklin Makes a Deal, illustrato da Brenda Clark, Scholastic (New York, NY), 2003
- Franklin Snoops, illustrato da Brenda Clark, Scholastic (New York, NY), 2003
- Franklin Wants A Badge, illustrato da Brenda Clark, Scholastic (New York, NY), 2003
- Franklin's Reading Club, illustrato da Brenda Clark, Scholastic (New York, NY), 2003
- Franklin Forgives, illustrato da Brenda Clark, Scholastic (New York, NY), 2004
- Franklin the Detective, illustrato da Brenda Clark, Scholastic (New York, NY), 2004
- Franklin and the Contest, illustrato da Brenda Clark, Scholastic (New York, NY), 2/?/2004
- Franklin's Library Book, illustrato da Brenda Clark, Scholastic (New York, NY), 2005
- Franklin Celebrates, illustrato da Brenda Clark, Scholastic (New York, NY), 8/?/2005
- Franklin's Soap Box Derby, illustrato da Brenda Clark, Scholastic

## Collezioni
- Franklin's Classic Treasury (contiene Franklin in the Dark, Franklin Fibs, Franklin Is Bossy e Hurry Up, Franklin), illustrato da Brenda Clark, Scholastic (New York, NY), 1999.
- Franklin's Classic Treasury, Volume II (contiene Franklin Is Lost, Franklin Wants a Pet, Franklin's Blanket e Franklin and the Tooth Fairy), illustrato da Brenda Clark, Kids Can Press (Toronto, Ontario, Canada), 2000.
- Franklin's Friendship Treasury (contiene Franklin Has a Sleepover, Franklin's Bad Day, Franklin's New Friend e Franklin's Secret Club), illustrato da Brenda Clark, Kids Can Press (Toronto, Ontario, Canada), 2000.
- Franklin's School Treasury (contiene Franklin Goes to School, Franklin's School Play, Franklin's Class Trip e Franklin's Neighborhood), illustrato da Brenda Clark, Kids Can Press (Toronto, Ontario, Canada), 2001.
- Franklin's Holiday Treasury (contiene Franklin's Halloween, Franklin's Valentines, Franklin's Christmas Gift e Franklin's Thanksgiving), illustrato da Brenda Clark, Kids Can Press (Toronto, Ontario, Canada), 2002.
- Franklin's Family Treasury (contiene Franklin Goes to the Hospital, Franklin's Baby Sister, Franklin and Harriet e Franklin Says I Love You), illustrato da Brenda Clark, Kids Can Press (Toronto, Ontario, Canada), 2003.